# Myśliborzyce (przystanek kolejowy)
Myśliborzyce – nieczynny przystanek kolejowy w Myśliborzycach, w powiecie myśliborskim, w województwie zachodniopomorskim.